# أرنولف اولسن
أرنولف اولسن (بالنرويجية البوكمول: Arnulf Olsen)‏ هو سياسي نرويجي، ولد في 13 أكتوبر 1928 في هامرفست في النرويج. حزبياً، نشط في حزب العمال. وقد انتخب county mayor of Finnmark ‏ (1976 – 1983).